# Famille von Versen
La famille von Versen ou Fersen est une ancienne famille noble, dont certaines branches existent encore aujourd'hui et qui est originaire de Basse-Saxe. Au XIIIe siècle, la famille s'installe en Poméranie et au XVIe siècle en Estonie pendant un siècle. Plus tard, elle jouit également d'un grand prestige en Livonie, en Prusse, en Suède et en Russie. Alors que la lignée poméranienne-prussienne porte le nom de Versen, les membres de la lignée balte se nomment systématiquement Fersen.

## Histoire

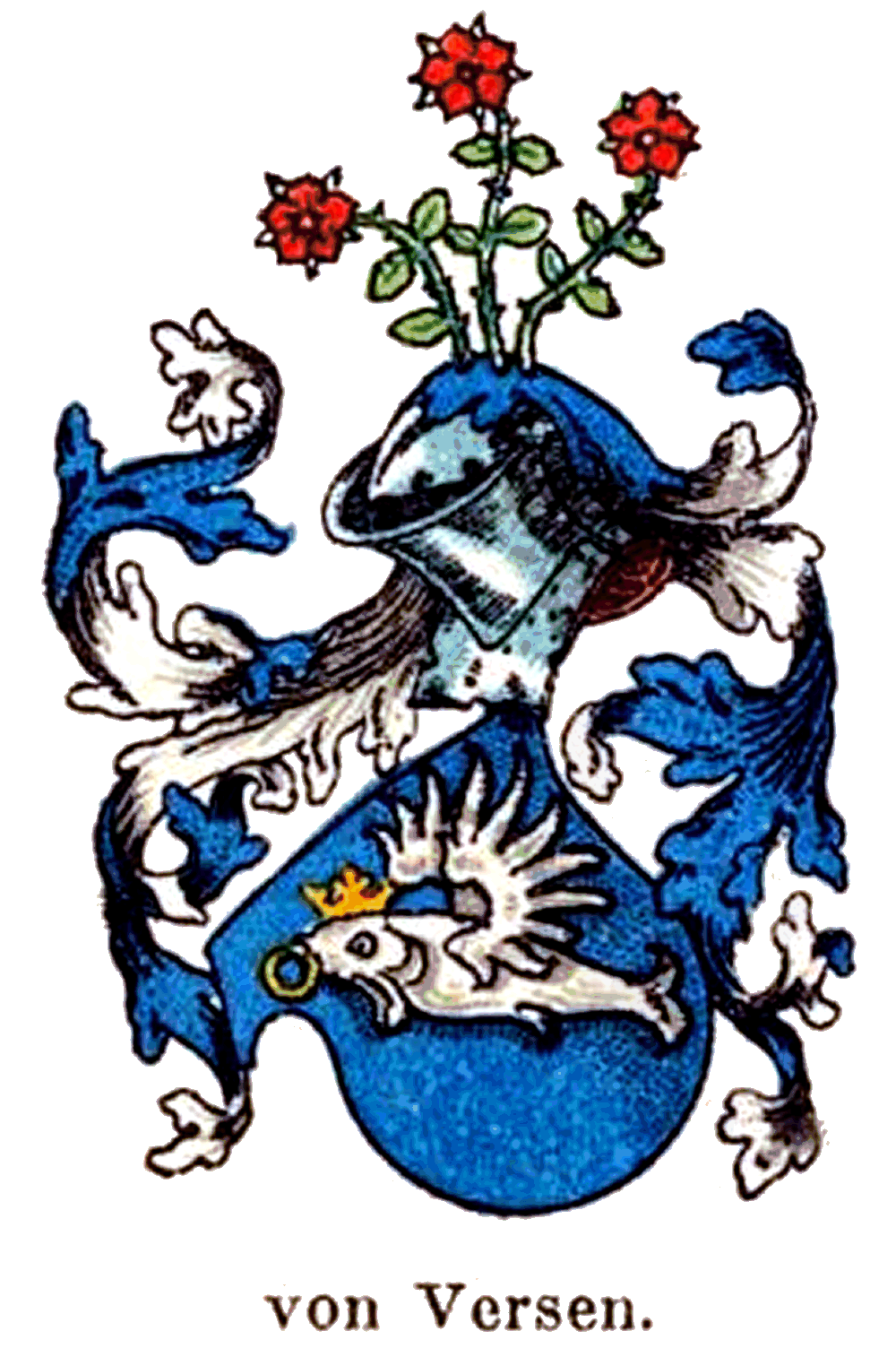
Armes

La famille emprunte son nom à la maison ancestrale de Veerßen près d'Uelzen et apparaît pour la première fois dans un document avec Alexandre de Versne le 10 juillet 1217. La lignée principale commence avec Conrad von Versen, propriétaire de biens à Belgard (de).

Vers 1535, la famille s'installe en Estonie avec Lorenz von Fersen et de là s'étend en Livonie et en Suède. En 1674, les Fersen sont élevés au rang de baron de la chevalerie suédoise et en 1712 au rang de comte. Entre 1745 et 1755, l'inscription dans les chevaleries estoniennes et livoniennes (de) et la reconnaissance du statut de baron ont lieu. Le comte russe est décerné le 1er janvier 1795 au général d'infanterie russe Hans Heinrich baron von Fersen. En 1855, le droit d'utiliser le titre russe de baron est accordé.

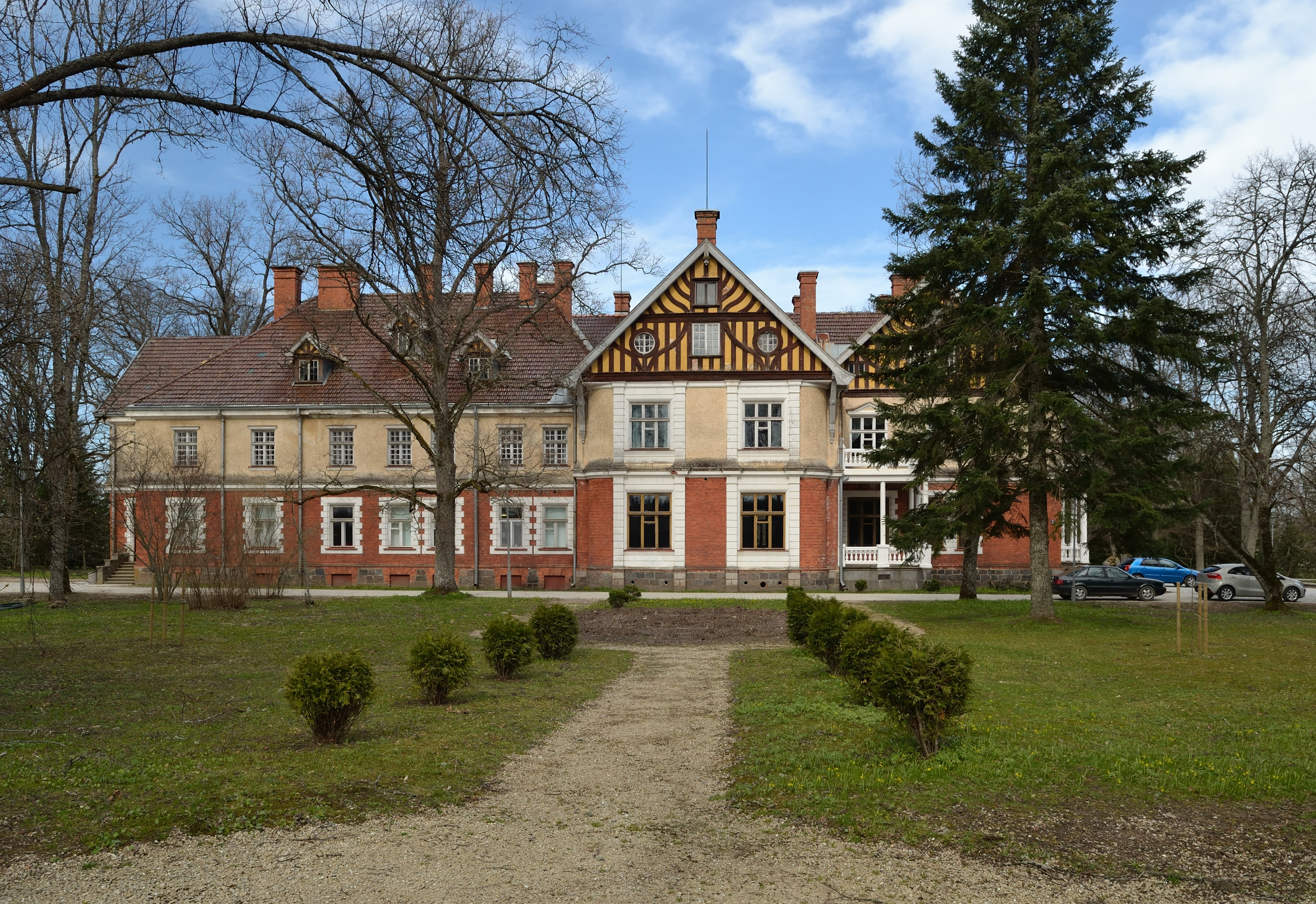
Manoir d'Ollustfer (2012)

## Blason
Les armoiries communes de la famille montrent un poisson argenté couronné et ailé avec un anneau d'or dans la bouche en diagonale vers la droite dans le bouclier bleu. Sur le casque recouvert de bleu et d'argent, trois roses rouges sur des tiges de feuilles vertes (ou trois épis de maïs dorés).

Les armoiries baronniales (Fersen 1674) sont divisées en quartiers et recouvertes d'un bouclier en forme de cœur en argent avec trois banderoles diagonales bleues, recouvertes par le poisson ailé des armoiries familiales. Champs 1 et 4 en argent un griffon rouge avec quatre flèches d'or dans la main droite, champs 2 et 3 en noir une couronne d'or à travers laquelle sont plantées deux épées. Deux casques avec des armoiries rouges bordées de bleu et d'or, à droite comme les armoiries de la famille, à gauche un palmier vert.

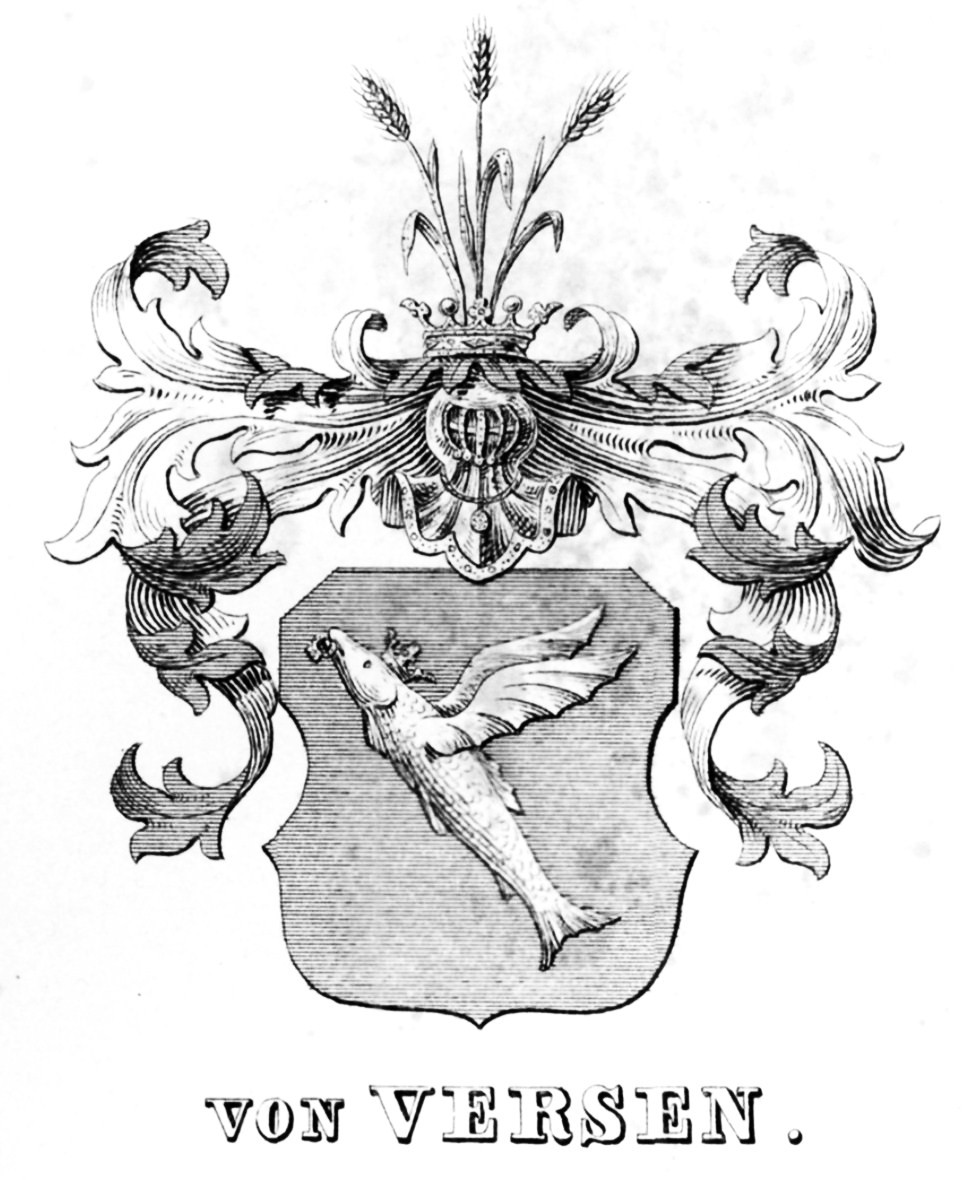
Armoiries familiales de ceux de Versen et de Fersen dans le livre des armoiries de Poméranie de Julius Theodor Bagmihl
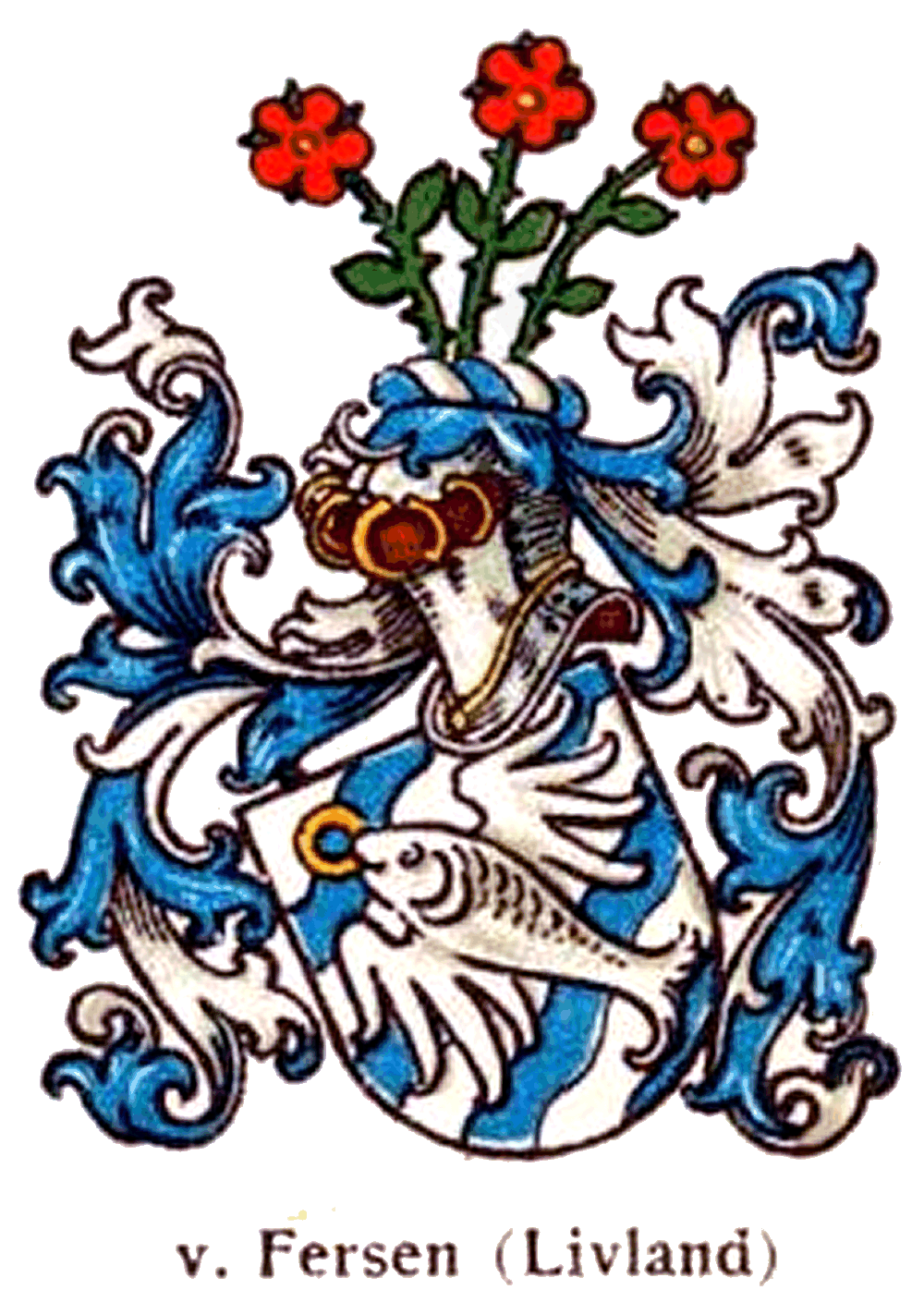
Variante des armoiries des von Fersen (Livonie)
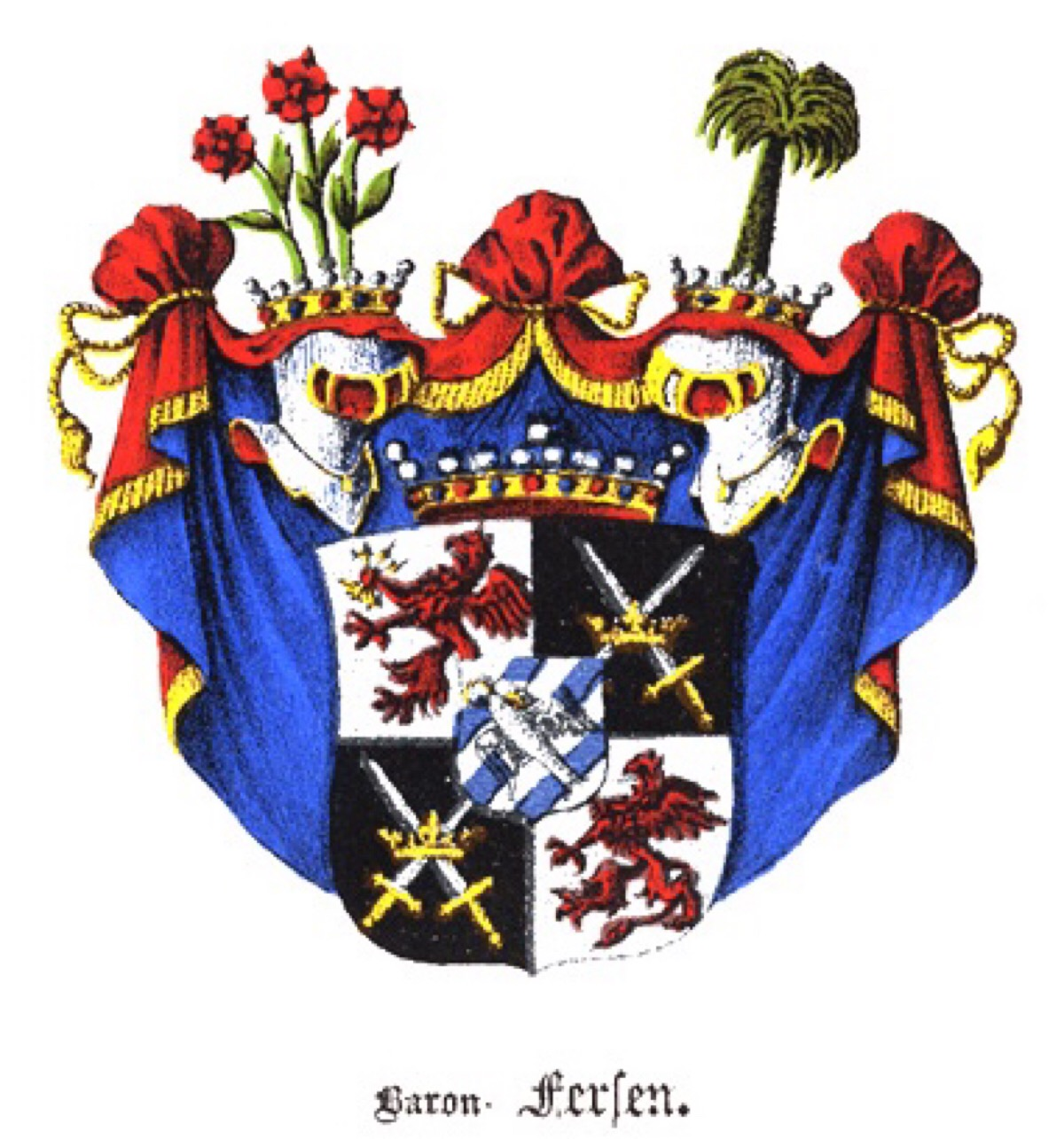
Armoiries baronniales de celles de Fersen 1674[5].
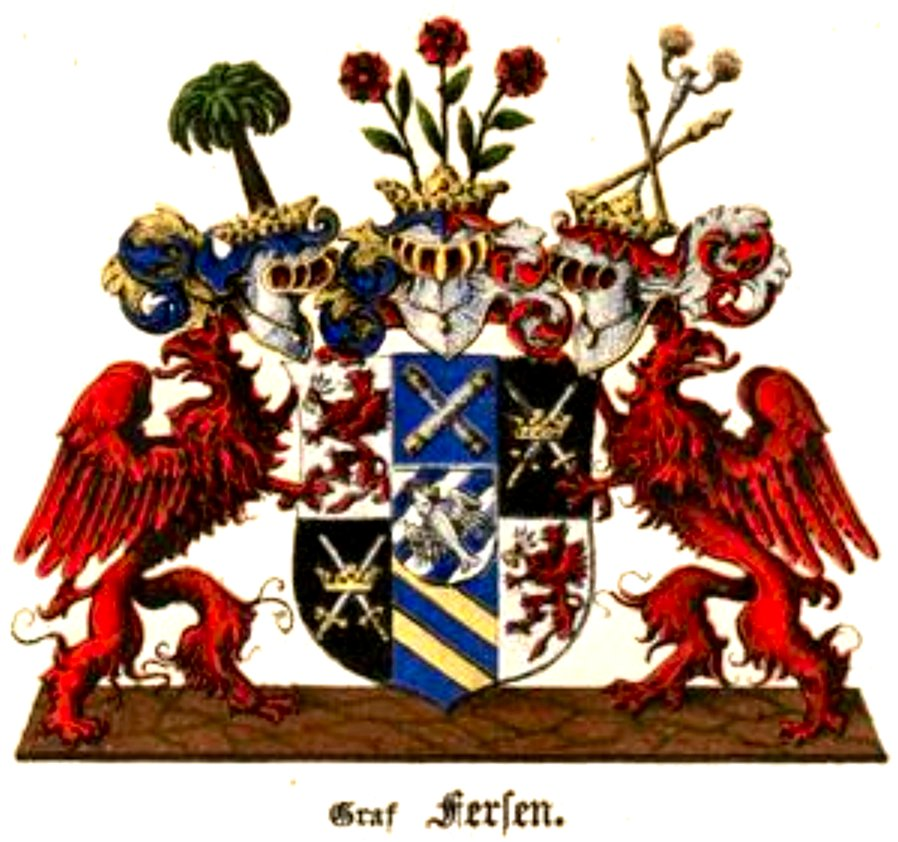
Armoiries comtales de la famille von Fersen 1719/1795[5].

## Personnalités

### Ligne poméranienne
- Otto Kasimir von Versen (de) (1705-1774), général de division prussien
- Julius Cäsar von Versen (1791-1838), capitaine prussien et maître de poste à Marienwerder[6]
- Rudolf von Versen (de) (1829-1894), administrateur prussien de l'arrondissement de Bublitz (de)
- Maximilian von Versen (1833-1893), général prussien de cavalerie et adjudant général de l'empereur Guillaume II
- Heinrich von Versen (1835-1900), général de division prussien
- Egmont von Versen (1849-1918), lieutenant général prussien
- Hans Lorenz von Versen (de) (1881-1931), administrateur prussien de l'arrondissement de Löbau-en-Prusse-Occidentale (de) et de l'arrondissement de Rosenberg-en-Prusse-Occidentale
- Lothar von Versen (de) (1938-2014), acteur allemand

### Ligne balte
- Fabian von Fersen (1575–1584), administrateur et colonel suédois[7]
- Hans Fersen (1575–1641), capitaine de la chevalerie suédois[8]
- Reinhold von Fersen (1594–1649), administrateur suédois[9]
- Otto Wilhelm von Fersen (de) (1623–1703), maréchal suédois
- Hans von Fersen (1625–1683), Generalleutnant suédois[10]
- Fabian von Fersen (1626–1677), maréchal suédois
- Reinhold Johan von Fersen (de) (1646–1716), Generalleutnant et homme d'État suédois
- Hans Heinrich von Fersen (de) (mort en 1724), capitaine et administrateur suédois
- Joachim Friedrich von Fersen († 1726), Generalmajor suédois[11]
- Hans Reinhold von Fersen (de) (1683–1736), Generalleutnant et homme politique suédois
- Karl Gustav von Fersen (1717–1790), administrateur livonien
- Fredrik Axel von Fersen (1719–1794), général et homme politique suédois
- Hans Heinrich von Fersen (de) (1743–1800), General der Infanterie russe
- Hermann von Fersen (1744–nach 1801), General der Infanterie russe
- Gustav von Fersen (1749–1805), administrateur livonien[12]
- Hans Axel von Fersen (1755–1810), homme d'État suédois et un des favoris de la reine française Marie-Antoinette
- Eva Sophie von Fersen (1757–1816), dame de compagnie du roi Gustave III de Suède
- Paul von Fersen (1800–1884), officier et fonctionnaire de la cour russe, maître-chasseur du tsar Alexandre II
- Elisabeth (Elise) comtesse von Fersen née von Rauch (1820–1909), dame d'honneur de la tsarine Alexandra Fjodorowna, princesse Charlotte de Prusse[13]
- Nikolai von Fersen (1858–1921), Generalmajor russe[14]
- William von Fersen (1858–1937), Vizeadmiral russe[15]
- Alexander Friedrich Edgar von Fersen (1884–1978), peintre allemand
- Hans-Heinrich von Fersen (de) (1909–1996), écrivain allemand
- Olaf von Fersen (de) (1912–2000), journaliste allemand
- Klaus von Fersen (de) (né en 1931), rameur allemand

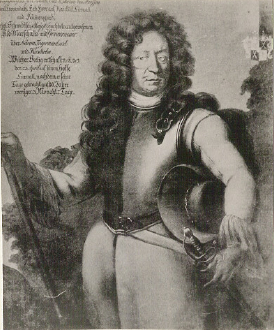
Baron Otto Wilhelm von Fersen (de) (1623-1703)
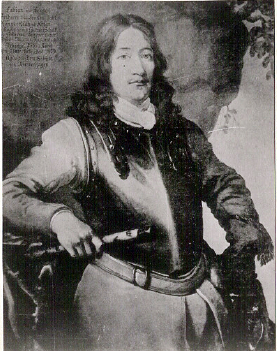
Baron Fabian von Fersen (1626-1677)
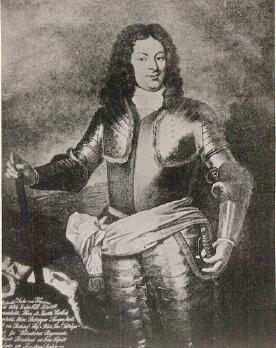
Comte Reinhold Johan von Fersen (de) (1646-1716)
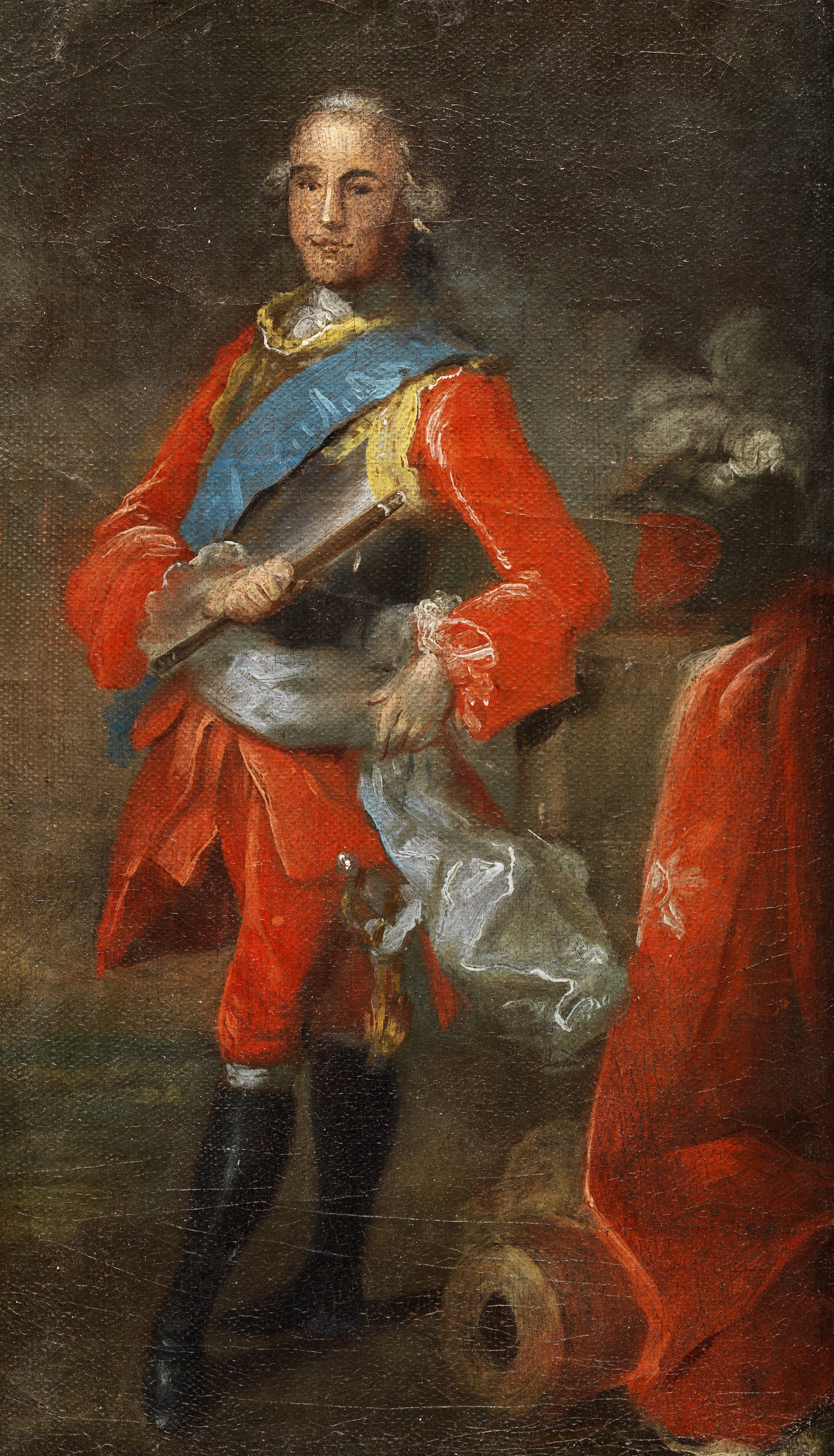
Comte Axel von Fersen l'Ancien (1719-1794)
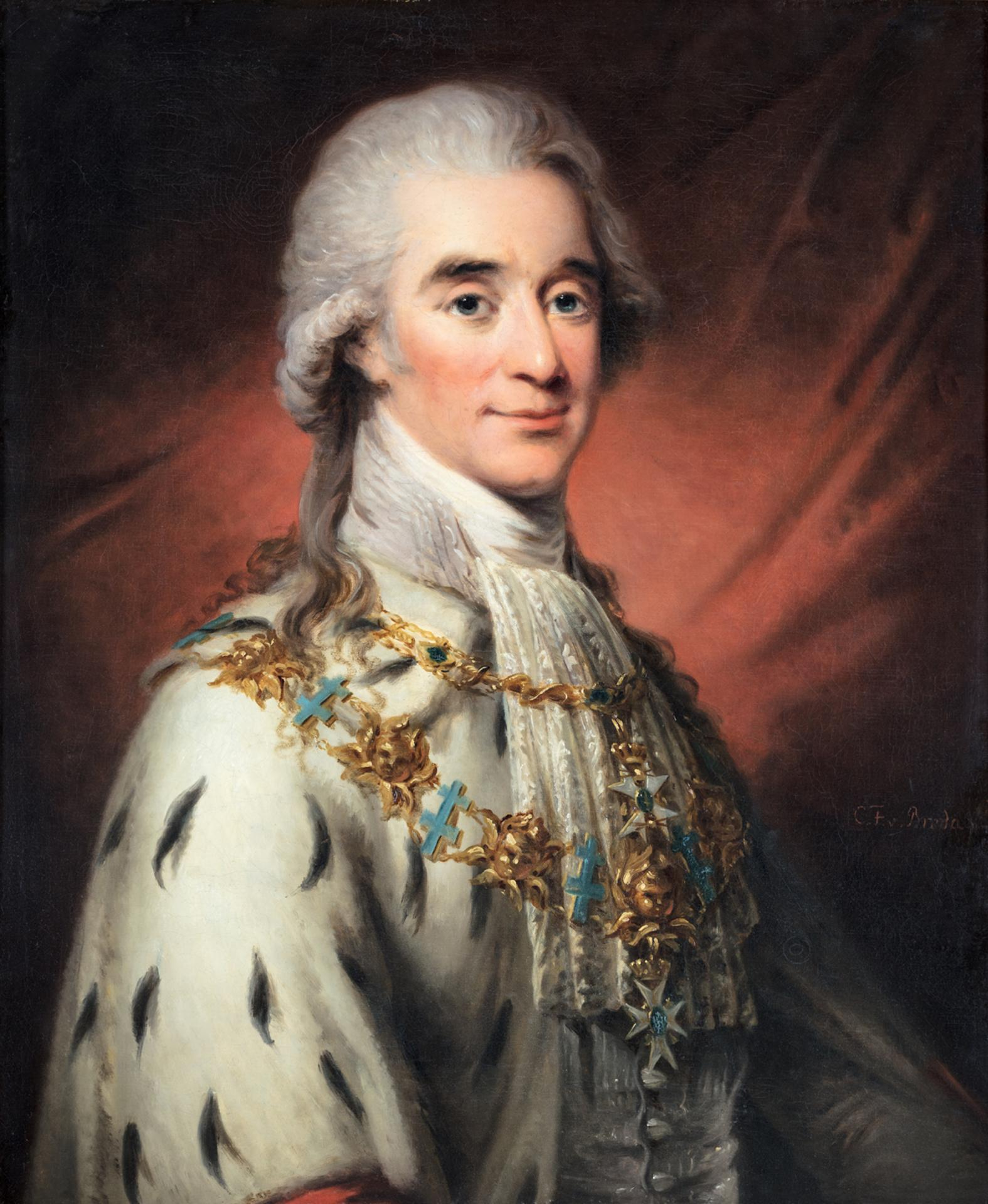
Comte Hans Axel von Fersen (1755-1810)
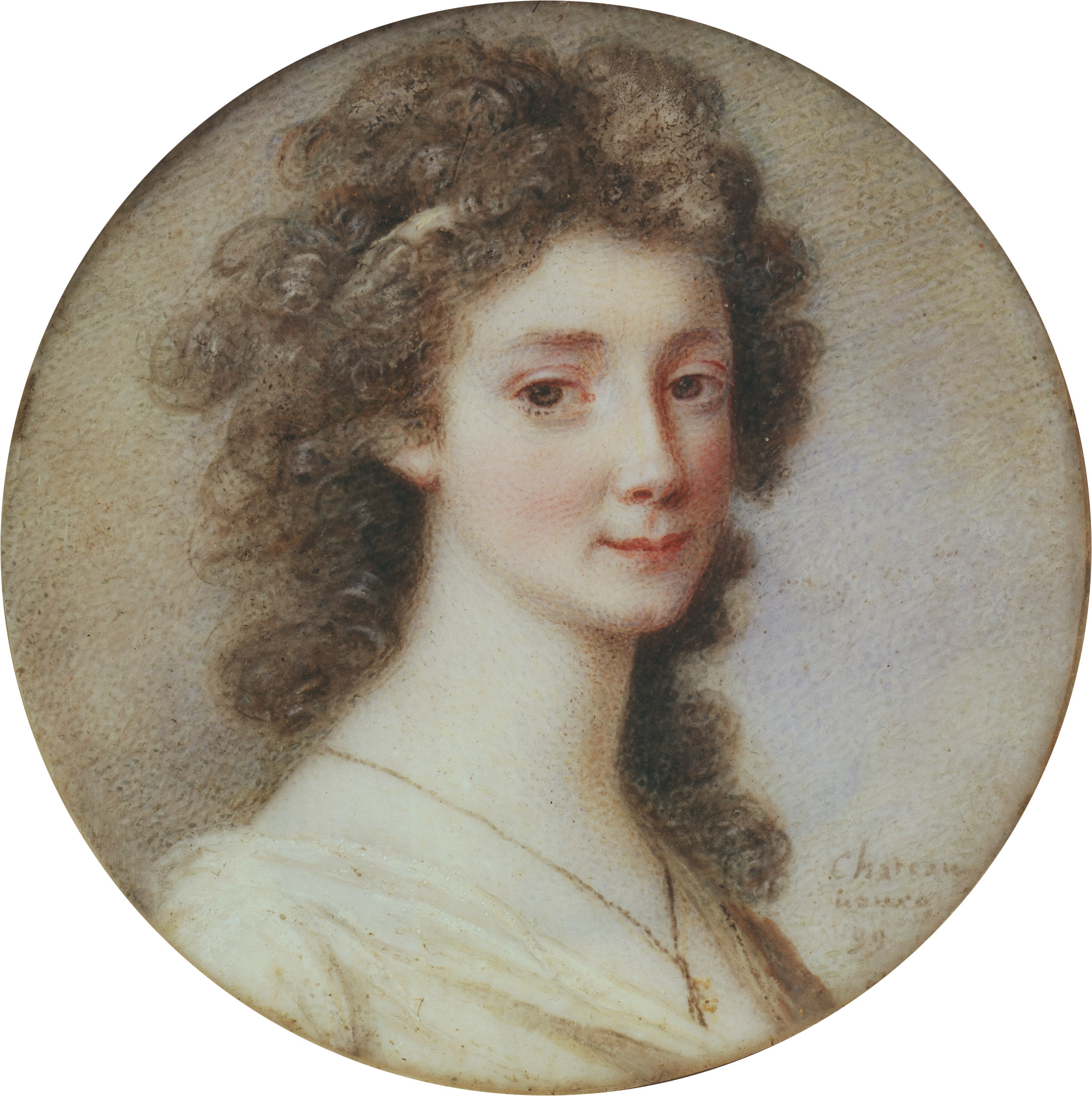
Comtesse Eva Sophie von Fersen (1757-1816)